# Coroiești
Coroiești is een Roemeense gemeente in het district Vaslui.
Coroiești telt 2286 inwoners.